# 蔡銘超
蔡銘超，中国福建省石狮市人，商人，藝術品收藏家，廈門心和藝術公司總經理。

## 生平
2002年起擔任中华抢救流失海外文物专项基金收藏顾问。2006年10月7日，在香港苏富比的拍卖会上，蔡銘超以1.16亿港元拍下明朝永乐释迦牟尼坐像。2009年2月25日，佳士得在法国巴黎大皇宫举办的拍卖会中，蔡銘超分别以1400万欧元拍下从中国圆明园流失的两尊兽首铜像鼠首和兔首铜像，但随后在北京召开的新闻发布会上表示，不会付款。